# Qız qalası
A Qız qalası az első azerbajdzsáni balett, egyben az első balett a keleti muszlim országokban. Három felvonásból, egy prológusból és egy epilógusból áll. A zeneszerző és a librettó szerzője egyaránt Əfrasiyab Bədəlbəyli.
Ősbemutatójára 1940. április 18-án került sor az Azerbajdzsáni Állami Akadémiai Opera- és Balettszínházban; új változatát 1999. október 24-én  mutatták be. A főszereplő a zeneszerző felesége, Qəmər Almaszadə, az első azerbajdzsáni balerina volt. Az új változatnak, amelyből kihagyták az eredeti előadásban levő szovjet propagandát, Yulana Əlikişizadə volt a szerzője, zenéjét Farhad Badalbeyli, Əfrasiyab Bədəlbəyli unokaöccse írta át.
Farhad Badalbeyli szerint az eredeti változat „Tipikusan szovjet sztori, amely az osztályharcot tükrözi: harc a proletariátus és a kánok és bejek között. Ezért ábrázolták a kánt horrorisztikus szexmániásként."

## Cselekménye
A történet alapja egy régi legenda, amely a bakui Szűz-toronyról (azeri nyelven 'Qız qalası') szól.
Cahangir kán hazaérkezik a csatából a palotájába. Távozása előtt számos felesége közül az egyik várandós volt, és a kán fiúörökösre számított. A megszületett gyermek azonban lány lett, ezért a kán elrendelte kivégzését. Gülyanağ hercegnőt, a nem kívánt gyermeket a kán elől elrejtve felnevelték, és felserdülve Poladba lett szerelmes. A kán meglátja a 17 éves Gülyanağot, és nem tudván, hogy ő a lánya, beleszeret. A kán tudomást szerez a lány érzelmeiről, és bezáratja egy toronyba, hogy elszakítsa Poladtól. Polad megtalálja a tornyot, de a kán is ott van, és feleségül készül venni Gülyanağot. Polad és Cahangir kán megküzdenek, Polad győzedelmeskedik, és felmegy  a toronyba. A lány meghallja a lépéseket a lépcsőn, azt hiszi, hogy a kán jön, és leveti magát a toronyból a tengerbe, ahol halálát leli.
A második változatban nincs szó apa-lánya kapcsolatról: A kán meglátja a gyönyörű, fiatal lányt, Gülyanağot az egyik uralma alá tartozó faluban, a lánynak azonban már vőlegénye van. A kán erőszakkal feleségül akarja venni a lányt, aki időnyerés céljából azt kéri, hogy a kán az esküvő előtt építtessen neki egy tornyot. Amikor a torony elkészül, a kán oda záratja be a lányt, és nekilát az esküvői előkészületeknek. Polad azonban a palotában megöli a kánt, majd elindul a toronyhoz. Gülyanağ tudja, hogy a kán az esküvőre készül, ezért azt hiszi, hogy ő jön a toronyba. Ebben a változatban is leugrik a toronyból, és meghal. Polad felér a torony tetejére, és nem találva szerelmesét, gyászolni kezd.

## Fordítás
Ez a szócikk részben vagy egészben  a   Maiden Tower (ballet) című angol Wikipédia-szócikk ezen változatának fordításán alapul.  Az eredeti cikk szerkesztőit annak laptörténete sorolja fel. Ez a jelzés csupán a megfogalmazás eredetét és a szerzői jogokat jelzi, nem szolgál a cikkben szereplő információk forrásmegjelöléseként.